# イッショウケンメイ。
『イッショウケンメイ。』は、ネプチューンの4枚目のシングル。2001年11月14日発売。

## 概要
- 力の限りゴーゴゴー!!で放送されていた人気企画・ハモネプのテーマソング。
- RAG FAIRがアルバム『I RAG YOU』でカヴァーしている。
- この曲でミュージックステーションに出演した時、KinKi Kidsの二人に「いい曲ですね」と褒められたという。(オールナイトニッポンにて)

## 収録曲
1. イッショウケンメイ。 (5:20)
（作詞：秋元康　作曲・編曲：櫻井真一）
2. イッショウケンメイ。（a capella version）  (3:18)
（作詞：秋元康　作曲：櫻井真一　編曲：RAG FAIR）
3. イッショウケンメイ。（Instrumental） (5:20)